# Burg Lützelhardt (Schwarzwald)
Die Burg Lützelhardt, auch Lützelhard geschrieben, ist die Ruine einer mittelalterlichen Burganlage östlich von Seelbach im Ortenaukreis in Baden-Württemberg.

## Geografische Lage
Die einstige Felsenburg liegt in etwa 460 Metern Höhe. Ihr Name geht auf das Althochdeutsche lucilinhart (kleiner Wald) zurück, was ein im deutschen Sprachraum sehr seltener Burgname ist.

## Geschichte

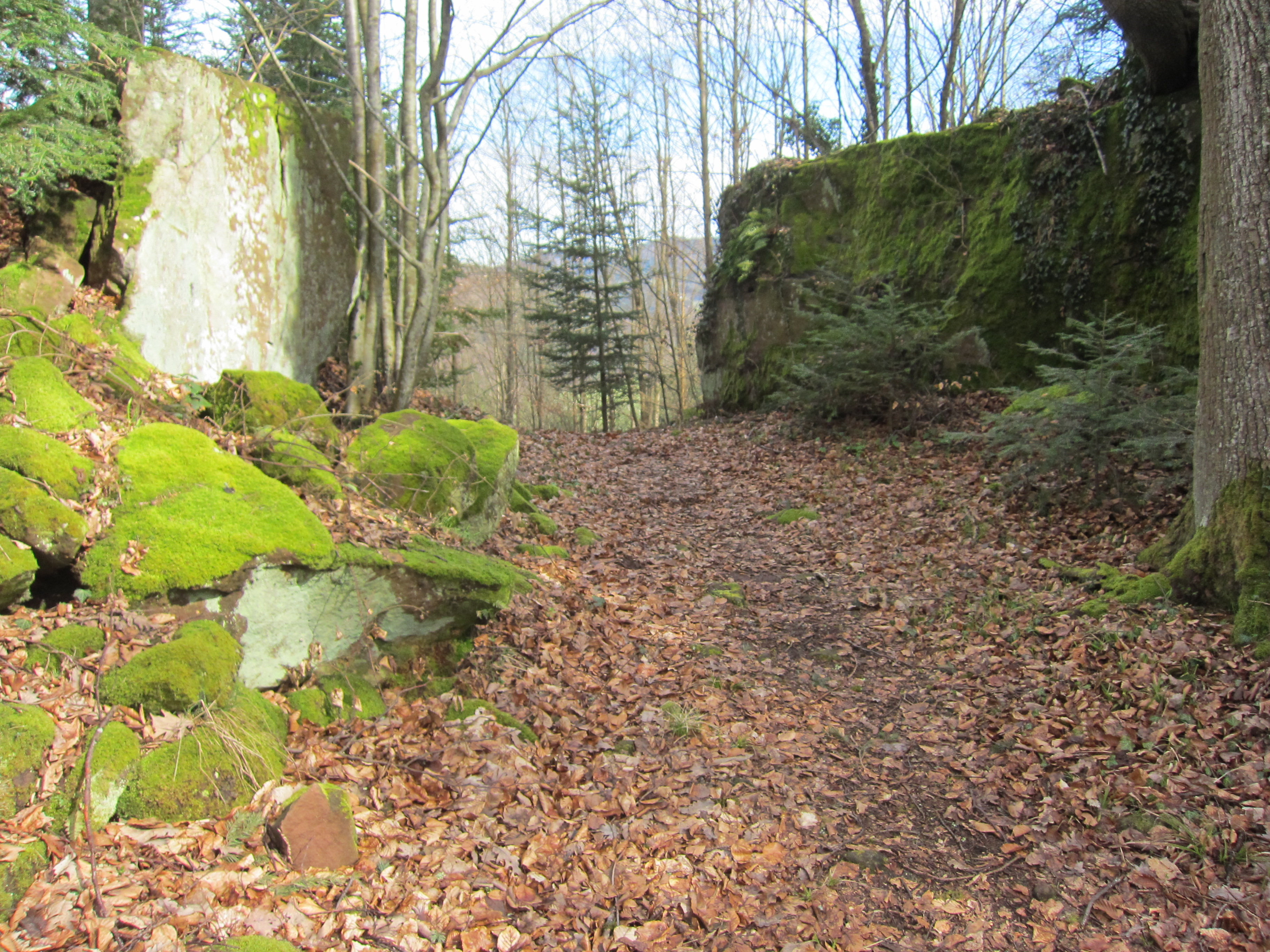
Graben zwischen der Vorderburg (links) und der Mittelburg (rechts), beide abgegangen.

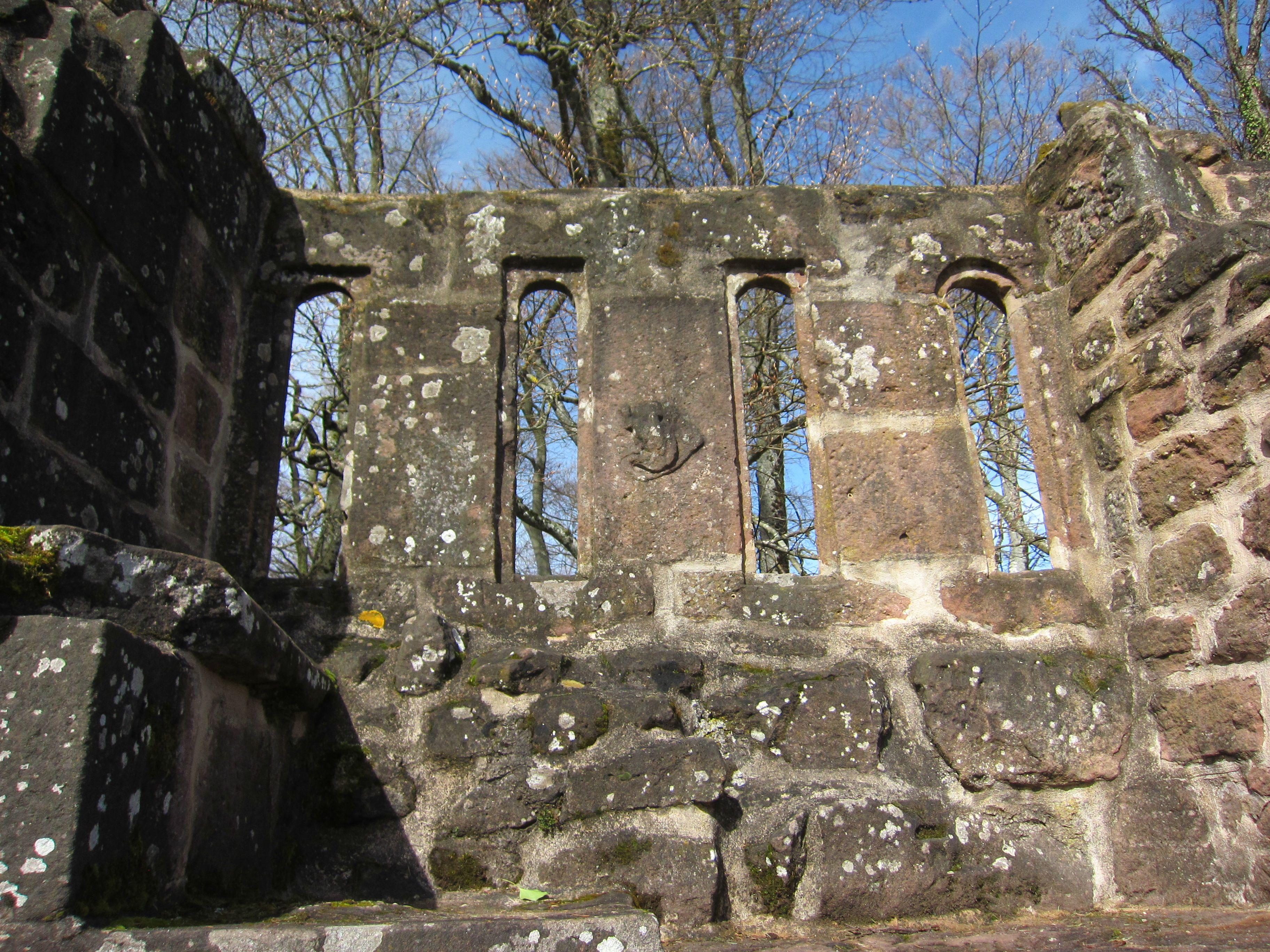
Fenster des Palas

Ursprünglich dürfte die Burg der Sicherung der Passstraße ins Kinzigtal gedient haben. Die südliche Ortenau geriet ab dem 11. Jahrhundert immer stärker in den Einflussbereich der Zähringer. Auf dieses Geschlecht dürfte im frühen 12. Jahrhundert auch der Bau der Burg zurückgehen. Bewirtschaftet wurde sie wohl von einem Zähringer Ministerialengeschlecht. Es gibt jedoch nur wenige schriftliche Aufzeichnungen. Im Zuge von Streitigkeiten zwischen den Staufern und den Bischöfen von Straßburg wurde die Burg wohl um 1245 von den benachbarten Geroldseckern, die der bischöflichen Partei angehörten, zerstört. Danach übernahm man auf der neugebauten Burg Hohengeroldseck die Sicherung der Passstraße.

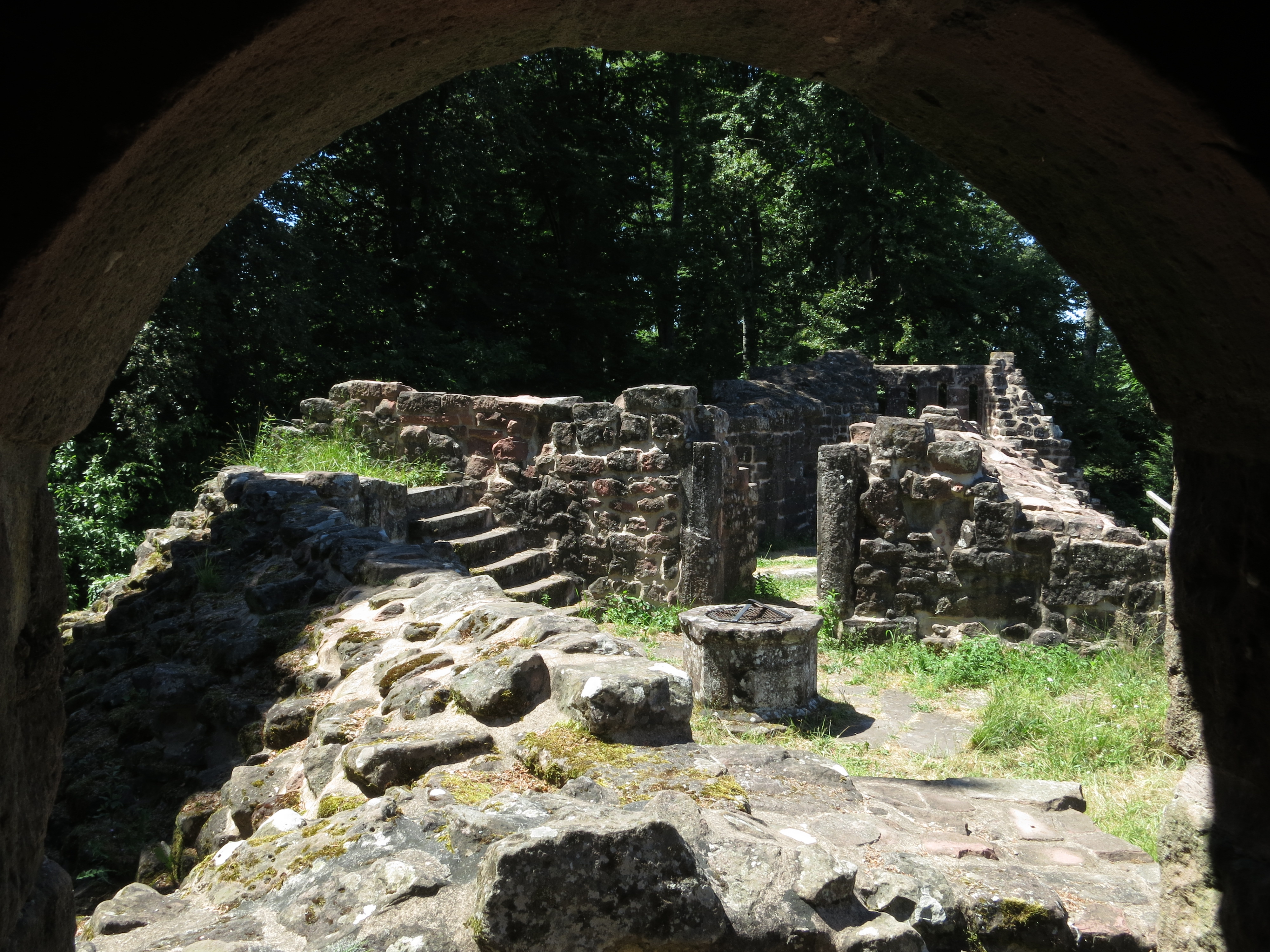
Blick aus dem Bergfried durch das Zisternengebäude zum Burghof (hinter der Tür). Rechts davon befand sich der Wohnturm, dahinter der Palas.

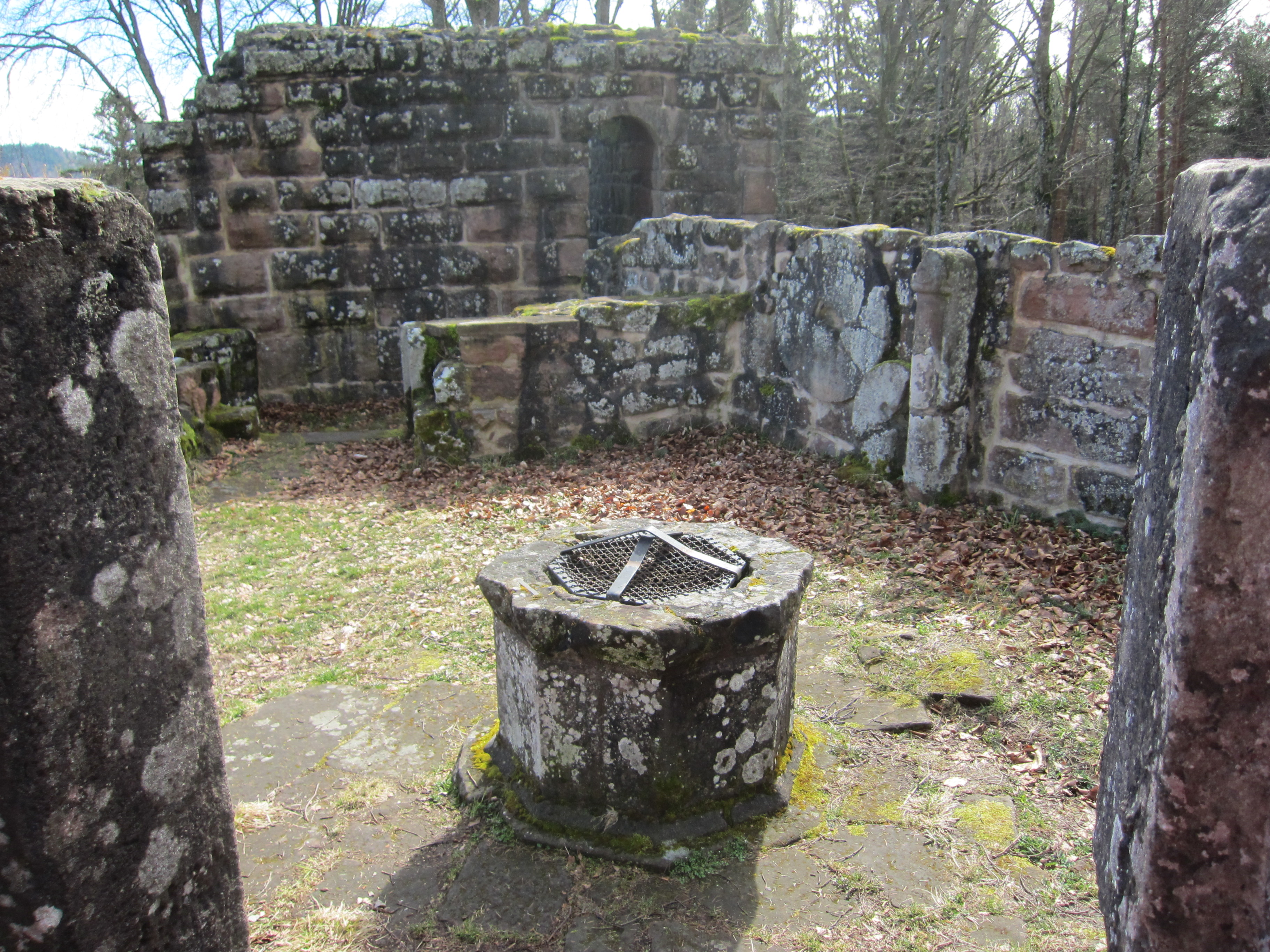
Gegenrichtung: Zisternengebäude, dahinter der Bergfriedrest

### Geschlecht
Im 12. Jahrhundert werden immer wieder Zähringer Ministerialen erwähnt, die den Namen „von Lützelhardt“ tragen. Ein Zweig dieser Familie oder dieser Ganerbengemeinschaft stieg um die Mitte des 12. Jahrhunderts in die kaiserliche Ministerialität auf. Ein Konrad von Lützelhardt wurde einer der wichtigsten Beamten der staufischen Reichsverwaltung in Italien. Für diesen wird der Name Mosca-in-Cervello oder Mosca-in-Cerebro (Mück-im-Hirn) überliefert. Besonders während der Eroberung des Königreichs Sizilien durch Heinrich VI. war Konrad von Lützelhardt als Markgraf von Molise von zentraler Bedeutung als militärischer Führer. Nachkommen dieses Konrad treten auch noch im 13. Jahrhundert auf und nennen sich de Lucinardo. Sie treten bald in der Opposition zu Kaiser Friedrich II. auf. Im späten 13. Jahrhundert verliert sich ihre Spur.

### Sage
Um die Burg rankt sich die Sage vom Grüselhorn, nach der ein Herr von Geroldseck auf Lützelhardt verschleppt worden sei, durch einen vertrauten Hornruf seinen Aufenthaltsort entdecken und sich dann befreien konnte. Danach sei Lützelhardt zerstört worden.

## Beschreibung
Die drei Burgteile liegen auf drei unterschiedlich großen, bis zu 10 Meter hohen Felsen und waren ursprünglich wahrscheinlich durch eine Palisade verbunden. Die aufgehenden Mauern der Burg gehen größtenteils auf Ausgrabungen und Rekonstruktionen der Jahre 1926 bis 1929 zurück. Besonders eindrucksvoll sind die Reste des Haupthauses mit romanischen Palasfenstern und einem Drachenrelief. Im Innern der Hauptburg befinden sich eine mittelalterliche Zisterne und ein Schüttstein. Zahlreiche Funde werden seit 2022 in der Ausstellung „Spiegel der Vergangenheit“ im Rathaus Seelbach gezeigt.